# Meru
Meru ókori egyiptomi hivatalnok volt a XI. dinasztia idején, II. Montuhotep uralkodása alatt, i. e. 2000 körül. A pecsétőrök elöljárója volt, így a királyi udvar egyik legmagasabb rangú tisztségviselője.
Meru főként thébai sírjából (TT240) ismert. A sír díszítetlen kultuszkápolnából és föld alatti sírkamrából áll, utóbbit a Piramisszövegek és a Koporsószövegek díszítik. A földbe mélyesztett szarkofágot frízek és áldozati lista díszíti.
Meru egy sztéléről is ismert, amely ma Torinóban, az Egyiptomi Múzeumban található. Ezen megemlítik szüleit, Ikut és Nebtit is. A sztélé II. Montuhotep uralkodása alatt készült. Merut említi két sziklafelirat is Satt er-Rigalban, itt egy helyen „az idegen földek felügyelője” címet viseli.

## Jegyzetek

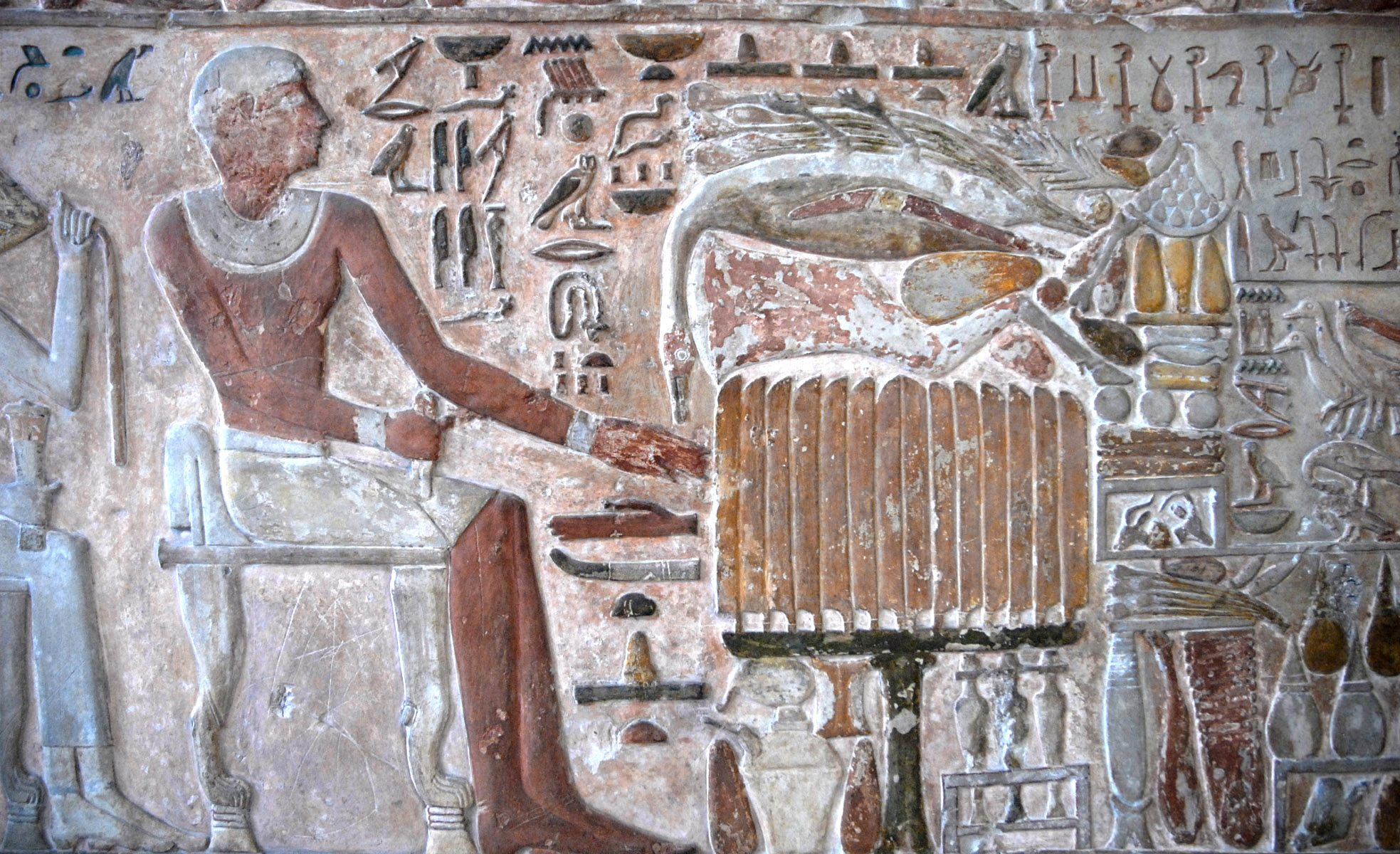
Meru sztéléje Torinóban

Meru sztéléje Torinóban, Museo Egizio

## Fordítás
- Ez a szócikk részben vagy egészben  a   Meru (overseer of sealers) című angol Wikipédia-szócikk ezen változatának fordításán alapul.  Az eredeti cikk szerkesztőit annak laptörténete sorolja fel. Ez a jelzés csupán a megfogalmazás eredetét és a szerzői jogokat jelzi, nem szolgál a cikkben szereplő információk forrásmegjelöléseként.